# Trace Cyrus
Trace Dempsey Cyrus (Ashland, 24 febbraio 1989) è un chitarrista e cantante statunitense.

## Biografia
Trace nasce nel Kentucky da Leticia "Tish" Cyrus (nata Finley) e da Baxter Neal Helson. Ha una sorella maggiore, Brandi, nata nel 1987. Nel 1993, la madre Tish sposa il cantante country Billy Ray Cyrus, che adotta lui e la sorella. Dal matrimonio della madre ha tre fratellastri: l'attore Braison Cyrus e le attrici e cantanti Miley Cyrus e Noah Cyrus. Da parte di padre ha un altro fratellastro, Christopher.

### Metro Station
Seguendo le orme del padre si appassionò alla musica fin da giovane e iniziò a frequentare club rock-underground a Nashville. Nel 2006 si trasferì con la famiglia a Malibù quando la sorella Miley iniziò a lavorare per la Disney. Qui fece amicizia con il coetaneo Mason Musso, fratello di Mitchel Musso, e i due fondarono il gruppo dei Metro Station.
Dopo l'entrata nella band di Blake Healy, i tre si iscrissero a MySpace, mettendo su internet il video del loro primo pezzo Seventeen Forever, nel quale appaiono anche Miley Cyrus, Billy Ray Cyrus e Mitchel Musso. Il video raggiunse subito la prima posizione della classifica MySpace, dando al gruppo un notevole seguito di fans e spingendoli a pubblicare l'EP The Questions We Ask at Night.
Nel gruppo entrò anche Anthony Improgo. Nel 2007, i quattro diciottenni ottennero un contratto con la casa discografica Red Inks. Pochi mesi dopo la firma del contratto uscì il loro primo album Metro Station, da cui furono estratti i tormentoni Kelsey e Control ed in seguito Shake It, che il 28 gennaio 2009 ha raggiunto la vetta di TRL Italia. Nel 2009 il gruppo si è esibito nel tour di Miley. Il 31 dicembre 2008 la band si è esibita nella trasmissione di Capodanno condotta da Miley Cyrus "A Miley Sized-Surprise Totally New Year 2009".
Agli inizi del 2010, tramite twitter, Trace conferma lo scioglimento dei Metro Station.

### Ashland High
Con la nuova band, chiamata Ashland High, Trace debutta con una canzone chiamata "French Kiss". Poco tempo dopo vengono pubblicate le versioni demo di varie canzoni, intitolate "Pretty Girls", "Break It Down", "Late Friday Night", "Won't Stop" e "Baby Girl".
Il 12 gennaio 2011 Trace pubblica su datpiff.com il suo mixtape "Don't You Ever Leave My Side", contenente 13 canzoni che non verranno poi incluse nel suo vero album.
Il 31 dicembre, poco prima della mezzanotte, Trace pubblica il suo secondo mixtape/web album: Geronimo e il suo primo video da solista girato per la canzone Jealous Lover.
La band fa il suo debutto dal vivo il 24 febbraio, il giorno del compleanno di Trace, al Chain Reaction. Seguiranno altri due concerti in solitaria, il 26 febbraio (The Roxy Theatre) e il 16 marzo (Mojo's Caffe & Gallery).
Nel mese di marzo 2012 prende parte al Blackout Forever Tour insieme a The Ready Set e Breathe Carolina, il quale terminerà il 27 aprile a Iowa City. Ripartirà per un altro tour l'8 agosto insieme alle band Forever the Sickest Kids e Paradise Fears.
Il 13 luglio viene pubblicato in anteprima sul sito Purevolume il video per la sua canzone Sippin on Sunshine, in cui fa un breve cameo anche la sorella Miley. Seguiranno, nel corso dell'autunno e dell'inverno, dei video realizzati per ogni singolo brano del web album.
Il 14 gennaio 2013 pubblica in free download il suo secondo lavoro ufficiale: Drugstore Cowboy. Il mixtape, contenente nove canzoni d'amore, ha come sottotitolo (appunto) "Songs About Love". Il titolo fa riferimento all'omonimo film, una delle pellicole preferite di Trace.

## Discografia

### Album
- 2006 - The Questions We Ask at Night, demo con i Metro Station
- 2007 - Metro Station, con i Metro Station
- 2009 - Kelsey The EP, con i Metro Station
- 2011 - Don't You Ever Leave My Side, Mixtape
- 2012 - Geronimo, Mixtape
- 2013 - Drugstore Cowboy

### EP
- 2021 - Killing the Pain

Singoli
- 2017 – Lights Out
- 2017 – Don't Belog Together
- 2017 – Moving On
- 2017 – Wasted on Live
- 2018 – Prescriptions
- 2018 – Brenda
- 2018 – Summer (con Dreamdoll)
- 2018 – Give My Heart tò You (con Tay)
- 2018 – Let's Run Away
- 2019 – Red Rose Petals (con Tay)
- 2019 – Fame and the Money
- 2019 – Forever
- 2019 – Separated (con Tay)
- 2019 – Sunglasses (con Tay)
- 2019 – Missed Calls
- 2019 – Next to You
- 2020 – Dark Road (con Tay)
- 2020 – Nighttime (con Lil Johnnie)
- 2021 – Typical Suspect
- 2021 – Taylor
- 2021 – The Lighthouse (con SayWeCanFly
- 2022 – Pray at Night
- 2024 – Cowgirl Ride (con Kaylee Rose)
- 2024 – On the Run